# مبارك بومعرافي
مبارك بومعرافي ملازم في قوات التدخل السريع بالجيش الوطني الشعبي الجزائري ولد عام 1966 بولاية أم البواقي، اتهم باغتيال الرئيس الجزائري السابق محمد بوضياف بعنابة يوم 29 جوان 1992.
بعد عشرين يوما من الاغتيال، عينت لجنة تحقيق كانت نتائجها: أن العملية كانت «مؤامرة» ولدعم هذه الفرضية الأعضاء الستة للجنة قالوا أنه ليس لبومعرافي «شخصية انتحارية» تلقائية واستخلصت أساساً أن الإهمال الجنائي لأجهزة الأمن سهل بشكل كبير مهمة القاتل.

## وفاته
في سنة 2002 نشب حريق في قاعة من قاعات سجن سركاجي أودى بحياة 18 شخصا وجرح 7 أشخاص. ذكر البعض أن بومعرافي توفي في هذا الحادث بينما ذكر آخرون بأنه ظل على قيد الحياة.